# Кравиотто, Нестор
Не́стор О́скар Кравио́тто (исп. Néstor Oscar Craviotto; род. 3 октября 1963[…], Ла-Плата) — аргентинский футболист и футбольный тренер.

## Карьера игрока
Он играл в футбол за ряд команд из Аргентины и представлял свою сборную в 11 матчах.
Кравиотто начал свою профессиональную карьеру в 1983 году с «Эстудиантес», он был частью команды, которая в том году выиграла чемпионат Аргентины по футболу.
В 1989 году Кравиотто получил свой первый вызов в сборную Аргентины, но не прошёл отбора на чемпионат мира 1990.
В 1991 году он присоединился к «Индепендьенте» и снова стал вызываться в сборную, он дважды выигрывал Кубок Америки по футболу: в 1991 и 1993 годах.
Кравиотто выиграл свой второй чемпионат с «Индепендьенте» (Клаусура 1994). «Индепендьенте» завоевал победу в Суперкубке Либертадорес 1994 и 1995 годов, обыграв «Бока Хуниорс» и «Фламенго» соответственно; а также клуб выиграл Рекопу Южной Америки 1995, переиграв с минимальным счётом «Велес Сарсфилд».
После этих успехов Кравиотто в 1995 году вернулся в «Эстудиантес», год спустя он присоединился к «Банфилду», где провёл три года.
В 1999 году Кравиотто присоединился к своей последней команде, «Сан-Мартин Сан-Хуан», которая в то время играла в аргентинском 2-м дивизионе.

## Тренерская карьера
Кравиотто начал тренерскую деятельность вскоре после окончания карьеры игрока, затем он вернулся в «Эстудиантес», где работал до 2002 года.
Кравиотто был тренером «Унион Санта-Фе» в период между 2002 и 2003 годами, а в 2003 году тренировал «Чакарита Хуниорс».
В 2004 году он стал у руля эквадорского клуба «Эмелек», но покинул команду после семи игр.
Кравиотто вернулся в аргентинский футбол, когда в 2005 году стал тренером «Бельграно» из 2-го дивизиона, затем был второй этап с «Унион Санта-Фе». В 2006 году он был назначен тренером «Сентенарио Неукен», который играл в региональном 4-м дивизионе, но подписание нового тренера не пошло на пользу клубу, который был понижен в классе в конце сезона 2006/07. Затем в преддверии чемпионата мира до 20 лет он стал тренером молодёжной сборной Гватемалы, на мундиаль сборная не пробилась.
С 2009 года Кравиотто тренировал различные клубы Боливии, Чили и Колумбии.

### Колумбия
В 2016 году он прибыл в Колумбию, где возглавил «Депортиво Перейра» из второго дивизиона, заменив своего соотечественника Эрнана Лиси, который не смог поднять команду в первый дивизион. Изначально клуб показывал хорошие результаты, лидировал с 70 очками и имел большие шансы на повышение с 10-балльным преимуществом над второй командой в таблице, «Америка Кали». Под завесу сезона команда снизила свой уровень, набрав всего два очка в трёх играх, но одержала две важные победы над «Тигрес» и «Боготой» со счётом 2:0 и 3:0 соответственно. В игре последнего тура с «Итагуи Леонес» «Депортиво» сыграл вничью 2:2, чего было недостаточно для повышения. Таким образом, Кравиотто уволили за то, что он не добился повышения в классе.
В 2017 году он был назначен тренером «Атлетико Уила» с задачей удержать команду в высшей лиге, но 9 сентября 2018 года стороны расторгли контракт по обоюдному согласию из-за неудовлетворительных результатов.
В 2019 году Кравиотто вернулся в «Депортиво Парейра». Он провёл хороший сезон, выиграв второй дивизион и завоевав повышение в высшую лигу. Однако в 2020 году в элите успех повторить не удалось. Плохие результаты привели к отставке Кравиотто с поста тренера 19 октября.
13 сентября 2021 года он стал новым тренером «Атлетико Букараманга». 16 июня 2022 года он вернулся на тренерский пост «Атлетико Уила».